# Athetis lapidea
Athetis lapidea là một loài bướm đêm trong họ Noctuidae.